# Brachynotus sexdentatus
Brachynotus sexdentatus is een krabbensoort uit de familie van de Varunidae. De wetenschappelijke naam van de soort is voor het eerst geldig gepubliceerd in 1827 door Risso.